# Mathías Abero
Mathías Nicolás Abero Villan (Montevideo, 9 aprile 1990) è un calciatore uruguaiano con passaporto italiano, difensore del Cerro.

## Caratteristiche tecniche
Mancino naturale, abile sia nella fase difensiva che nella fase offensiva.

## Carriera

### Club

#### Nacional e Racing Montevideo
Inizia la sua carriera nel 2001, quando viene acquistato dal Nacional dove in sette stagioni compie tutta la trafila delle giovanili della squadra di Montevideo fino ad arrivare alla stagione 2008-2009, quando debutta in prima squadra e colleziona in tutto 7 presenze in campionato.
Nel 2009 viene acquistato in prestito dal Racing Montevideo dove debutta il 20 febbraio 2010, in occasione dell'incontro di campionato con il Cerrito dove rimedia anche la prima ammonizione in carriera. Circa venti giorni più tardi, durante la partita con il Danubio, rimedia la sua prima espulsione in carriera. Il 7 maggio 2011 segna la sua prima rete in carriera, da calciatore professionista, in occasione della partita di campionato con il Danubio. Conclude le due stagioni con il club biancoverde dopo aver totalizzato 31 partite ed una rete segnata.
Nel 2011 ritorna a giocare tra le file del Nacional, dove realizza la sua prima rete con i tricolores il 9 ottobre 2011 durante la partita di campionato con il Rentistas.

#### Bologna
Il 19 luglio 2012 è stato acquistato a titolo definitivo dal Bologna, dove debutta ufficialmente il 1º settembre in occasione del match con il Milan.

#### Avellino
Il 2 settembre 2013 si trasferisce in prestito per un anno in Serie B all'Avellino, collezionando 2 sole presenze. Al termine della stagione fa ritorno al Bologna.

#### Ritorno in Uruguay e Argentina
Il 5 febbraio 2015 viene messo fuori lista giocatori dal club felsineo. Decide così a fine stagione di ritornare in patria, al club che lo ha lanciato. Nel Nacional Montevideo resta comunque meno di una stagione, in cui mette a referto 8 presenze ed una rete. Nel 2016 infatti cambia nazione per trasferirsi in Argentina all'Atletico de Rafaela.

### Nazionale
Nel 2011 ha partecipato, con l'Under-22, ad alcune amichevoli.

## Statistiche

### Presenze e reti nei club
Statistiche aggiornate al 4 aprile 2015.
| Stagione                 | Squadra                  | Campionato               | Campionato | Campionato | Coppe nazionali | Coppe nazionali | Coppe nazionali | Coppe continentali | Coppe continentali | Coppe continentali | Altre coppe | Altre coppe | Altre coppe | Totale | Totale |
| Stagione                 | Squadra                  | Comp                     | Pres       | Reti       | Comp            | Pres            | Reti            | Comp               | Pres               | Reti               | Comp        | Pres        | Reti        | Pres   | Reti   |
| ------------------------ | ------------------------ | ------------------------ | ---------- | ---------- | --------------- | --------------- | --------------- | ------------------ | ------------------ | ------------------ | ----------- | ----------- | ----------- | ------ | ------ |
| 2008-2009                | Nacional Montevideo      | PD                       | 7          | 0          | -               | -               | -               | -                  | -                  | -                  | -           | -           | -           | 7      | 0      |
| 2009-2010                | Racing Montevideo        | PD                       | 6          | 0          | -               | -               | -               | CL                 | 1                  | 0                  | -           | -           | -           | 7      | 0      |
| 2010-2011                | Racing Montevideo        | PD                       | 25         | 1          | -               | -               | -               | -                  | -                  | -                  | -           | -           | -           | 25     | 1      |
| Totale Racing Montevideo | Totale Racing Montevideo | Totale Racing Montevideo | 31         | 1          |                 | -               | -               |                    | 1                  | 0                  |             | -           | -           | 32     | 1      |
| 2011-2012                | Nacional Montevideo      | PD                       | 17         | 4          | -               | -               | -               | CS+CL              | 2+5                | 0+0                | -           | -           | -           | 24     | 4      |
| 2012-2013                | Bologna                  | A                        | 10         | 0          | CI              | 3               | 0               | -                  | -                  | -                  | -           | -           | -           | 13     | 0      |
| ago. 2013                | Bologna                  | A                        | 0          | 0          | CI              | 0               | 0               | -                  | -                  | -                  | -           | -           | -           | 0      | 0      |
| 2013-2014                | Avellino                 | B                        | 2          | 0          | CI              | -               | -               | -                  | -                  | -                  | -           | -           | -           | 2      | 0      |
| 2014-2015                | Bologna                  | B                        | 11         | 1          | CI              | 0               | 0               | -                  | -                  | -                  | -           | -           | -           | 11     | 1      |
| Totale Bologna           | Totale Bologna           | Totale Bologna           | 21         | 1          |                 | 3               | 0               |                    | -                  | -                  |             | -           | -           | 24     | 1      |
| 2015-2016                | Nacional Montevideo      | PD                       | 8          | 1          | -               | -               | -               | CS                 | 3                  | 0                  | -           | -           | -           | 11     | 1      |
| Totale carriera          | Totale carriera          | Totale carriera          | 86         | 6          |                 | 3               | 0               |                    | 11                 | 0                  |             |             |             | 100    | 7      |

## Palmarès
- Campionato uruguaiano: 2

Nacional: 2008-2009, 2010-2011
- Coppa Bimbo: 1

Nacional: 2011